# Stadion 4 Września
Stadion 4 Września (tur. 4 Eylül Stadyumu) – nieistniejący już wielofunkcyjny stadion w Sivas, w Turcji. Istniał w latach 1985–2017. Mógł pomieścić 14 998 widzów. Swoje spotkania rozgrywali na nim piłkarze klubu Sivasspor.
Stadion został otwarty w 1985 roku. Obiekt był areną domową klubu Sivasspor. W latach 2013–2016 w południowo-zachodniej części miasta wybudowano nowy stadion, na który przenieśli się piłkarze Sivassporu. W latach 2017–2018 stary stadion został rozebrany, następnie w jego miejscu powstał duży park, który otwarto w 2020 roku.